# Pseudaclytia bambusana
Pseudaclytia bambusana är en fjärilsart som beskrevs av William Schaus 1938. Pseudaclytia bambusana ingår i släktet Pseudaclytia och familjen björnspinnare. Inga underarter finns listade i Catalogue of Life.